# گوباوتسه
گوباوتسه (به صربی: Gubavce) یک منطقهٔ مسکونی در صربستان است که در مدوجا واقع شده‌است. گوباوتسه ۳۶ نفر جمعیت دارد.